# Curt Querner
Curt Querner, né le 7 avril 1904 à Börnchen (de), un quartier de Bannewitz, (Allemagne) et mort le 10 mars 1976 à Kreischa (République démocratique allemande), est un artiste peintre allemand.
Après avoir été un représentant de la Nouvelle Objectivité, il s'est rallié au courant réaliste.

## Biographie
Curt Querner étudie à l'École supérieure des beaux-arts de Dresde, puis devient l'élève d'Otto Dix.
Dans les années 1930, il rejoint à Berlin l'Association révolutionnaire des artistes visuels (de) et adhère au Parti communiste d'Allemagne.

## Récompenses et distinctions
- 1971 : Prix Käthe-Kollwitz
- 1972 : Prix national de la République démocratique allemande